# レイクスティーブンス (ワシントン州)
レイクスティーブンス（Lake Stevens）は、アメリカ合衆国ワシントン州スノホミッシュ郡の都市である。人口は3万5630人（2020年）。シアトルの北東45キロメートルに位置している。

## 地理・気候
北緯48度1分11秒、西経122度3分58秒 (48.019782, -122.066089)に位置している。
アメリカ合衆国統計局によると、総面積5.6 km2 (2.2 mi2) である。すべてが陸地である。
- 山:
- 河川:
- その他:

## 人口
2000年国勢調査では、人口6,361人、2,139世帯、1,683家族が暮らしている。人口密度は1,142.3/km2 (2,951.8/mi2) である。401.2/km2 (1,036.7mi2) の平均的な密度に2,234軒の住宅が建っている。この都市の人種的な構成は白人92.31%、アフリカン・アメリカン0.60%、ネイティブ・アメリカン0.91%、アジア1.10%、太平洋諸島系0.31%、その他の人種0.90%、混血3.87%である。この人口の3.55%はヒスパニックまたはラテン系である。
全世帯のうち、18歳未満の子供と同居している世帯が49.9%、夫婦のみの世帯が65.5%、未婚女性の世帯が9.3%であり、21.3%は家族を持たない。個人名義の世帯主が15.7%、そのうち65歳以上が5.0%である。世帯ごとの平均人数は2.96人、家族ごとの平均人数は3.30人である。
18歳未満の未成年が33.9%、18歳以上24歳以下が6.5%、25歳以上44歳以下が36.3%、45歳以上64歳以下が17.6%、65歳以上が5.7%、平均年齢は32歳である。女性100人に対して男性は101.6人である。18歳以上の女性100人に対して男性は101.6人である。
この都市の世帯ごとの平均的な収入は65,231 USドルであり、家族ごとの平均的な収入は68,250 USドルである。男性は51,536 USドルに対して女性は30,239 USドルの平均的な収入がある。この都市の一人当たりの収入 (per capita income) は22,943 USドルである。人口の3.8%及び家族の4.4%の収入は貧困線以下である。全人口のうち18歳未満の3.9%及び65歳以上の9.0%は貧困線以下の生活を送っている。